# Jarvis Pass
Jarvis Pass är ett bergspass i Kanada.   Det ligger i provinsen British Columbia, i den centrala delen av landet, 3 300 km väster om huvudstaden Ottawa. Jarvis Pass ligger 1 473 meter över havet.
Terrängen runt Jarvis Pass är kuperad. Trakten runt Jarvis Pass är nära nog obefolkad, med mindre än två invånare per kvadratkilometer.. Det finns inga samhällen i närheten. 
Trakten runt Jarvis Pass består i huvudsak av gräsmarker.